# Cymonomus granulatus
Cymonomus granulatus is een krabbensoort uit de familie van de Cymonomidae. De wetenschappelijke naam van de soort is voor het eerst geldig gepubliceerd in 1873 door Norman, in Thomson.